# John Thattumkal
John Thattumkal SSC (* 23. Juni 1950 in Arthunkal, Kerala, Indien) ist Altbischof von Cochin.

## Leben
John Thattumkal trat der Ordensgemeinschaft der Priestergesellschaft des hl. Giuseppe Benedetto Cottolengo bei und empfing am 3. August 1974 die Priesterweihe. Er promovierte in Kanonischem Recht und Privatrecht.
Papst Johannes Paul II. ernannte ihn am 10. Mai 2000 zum Bischof von Cochin. Der Erzbischof von Verapoly, Daniel Acharuparambil OCD, weihte ihn am 25. Juni desselben Jahres zum Bischof; Mitkonsekratoren waren Francis Kallarakal, Bischof von Kottapuram, und Peter Michael Chenaparampil, Bischof von Alleppey.
2008 adoptierte er eine 26-jährige Frau. Von seinem Amt wurde er am 23. Oktober 2008 entbunden.